# 魏嬴
魏嬴（?—?），是中国春秋时期晋国魏氏的领袖，魏绛之子。魏嬴早死，魏绛死后，魏嬴的儿子魏献子承襲魏绛擔任魏氏的领袖。《史记索隐》引用《系本》认为，魏献子就是魏绛的父亲，没有魏嬴一代。